# Volker C. Dörr
Volker Christian Dörr (* 1966) ist ein deutscher Germanist und Hochschullehrer.

## Leben und Wirken
Volker Christian Dörr wuchs in Köln auf und absolvierte nach dem Abitur ein Magisterstudium mit den Fächern Germanistik, Philosophie und Kunstgeschichte an der Rheinischen Friedrich-Wilhelms-Universität in Bonn. Dieses schloss er 1994 mit dem Grad des Magister Artium ab. Er blieb an der Bonner Universität und wurde dort 1997 mit der Dissertationsschrift „Reminiscenzien“: Goethe und Karl Philipp Moritz in intertextuellen Lektüren 1997 bei Norbert Oellers zum Dr. phil. promoviert. 2002 folgte seine Habilitation. 2010 wurde er Professor für Neuere deutsche Literaturgeschichte an der Friedrich-Alexander-Universität Erlangen-Nürnberg. Seit dem Wintersemester 2010/11 ist er Inhaber eines Lehrstuhls für Neuere Deutsche Literaturwissenschaft an der Heinrich-Heine-Universität in Düsseldorf.
Seine Forschungsschwerpunkte sind unter anderem die Weimarer Klassik, Nachkriegsliteratur und Mythos sowie deutsch-türkische Gegenwartsliteratur.

## Schriften (Auswahl)
- „Reminiscenzien“. Goethe und Karl Philipp Moritz in intertextuellen Lektüren, Würzburg 1999, ISBN 3826015959
- Mythomimesis. Mythische Geschichtsbilder in der westdeutschen (Erzähl-) Literatur der frühen Nachkriegszeit (1945–1952), Berlin 2004, ISBN 978-3-503-06194-5
- Friedrich Schiller. Leben – Werk – Wirkung, Frankfurt/M. 2005, ISBN 978-3-518-18202-4
- Weimarer Klassik Paderborn 2007, ISBN 978-3825229269